# Једногрба камила
Једногрба камила (лат. Camelus dromedarius) или арапска камила, је велика животиња из реда папкара која насељава северну и источну Африку и Блиски исток. Једина популација која живи изван природног станишта је она у Аустралији коју су увели људи око 1840. године са Канарских острва. Такође су уведене у Намибију.
Заправо, једногрбе камиле се више не сматрају дивљим животињама јер су „истребљене“ из свог природног станишта пре 2000 година, и једино живе као припитомљене. Понеке популације су постале дивље, као оне у Аустралији. Једногрбе камиле су првенствено припитомљене у централној и јужној Арабији пре 4000-2000 година п. н. е. Тренутно постоји близу 13 милиона припитомљених једногрбих камила од којих већина живи у источној Индији, Пакистану, преко Ирана до северне Африке.
Једногрба камила је најпознатији представник породице камелида. Заједно са двогрбом камилом чини род .

## Таксономија и класификација
|  | Vicuña                                            |
|  |                                                   |
|  | \| \| Llama \| \| \| \| \| \| Guanaco \| \| \| \| |
|  |                                                   |
|  | Llama                                             |
|  |                                                   |
|  | Guanaco                                           |
|  |                                                   |

|  | Llama   |
|  |         |
|  | Guanaco |
|  |         |

|  | Vicuña                                            |
|  |                                                   |
|  | \| \| Llama \| \| \| \| \| \| Guanaco \| \| \| \| |
|  |                                                   |
|  | Llama                                             |
|  |                                                   |
|  | Guanaco                                           |
|  |                                                   |

|  | Llama   |
|  |         |
|  | Guanaco |
|  |         |

|  | Једногрба камила                                                        |
|  |                                                                         |
|  | \| \| Дивља двогрба камила \| \| \| \| \| \| Двогрба камила \| \| \| \| |
|  |                                                                         |
|  | Дивља двогрба камила                                                    |
|  |                                                                         |
|  | Двогрба камила                                                          |
|  |                                                                         |

|  | Дивља двогрба камила |
|  |                      |
|  | Двогрба камила       |
|  |                      |

|  | Vicuña                                            |
|  |                                                   |
|  | \| \| Llama \| \| \| \| \| \| Guanaco \| \| \| \| |
|  |                                                   |
|  | Llama                                             |
|  |                                                   |
|  | Guanaco                                           |
|  |                                                   |

|  | Llama   |
|  |         |
|  | Guanaco |
|  |         |

|  | Vicuña                                            |
|  |                                                   |
|  | \| \| Llama \| \| \| \| \| \| Guanaco \| \| \| \| |
|  |                                                   |
|  | Llama                                             |
|  |                                                   |
|  | Guanaco                                           |
|  |                                                   |

|  | Llama   |
|  |         |
|  | Guanaco |
|  |         |

|  | Једногрба камила                                                        |
|  |                                                                         |
|  | \| \| Дивља двогрба камила \| \| \| \| \| \| Двогрба камила \| \| \| \| |
|  |                                                                         |
|  | Дивља двогрба камила                                                    |
|  |                                                                         |
|  | Двогрба камила                                                          |
|  |                                                                         |

|  | Дивља двогрба камила |
|  |                      |
|  | Двогрба камила       |
|  |                      |

|  | Vicuña                                            |
|  |                                                   |
|  | \| \| Llama \| \| \| \| \| \| Guanaco \| \| \| \| |
|  |                                                   |
|  | Llama                                             |
|  |                                                   |
|  | Guanaco                                           |
|  |                                                   |

|  | Llama   |
|  |         |
|  | Guanaco |
|  |         |

|  | Vicuña                                            |
|  |                                                   |
|  | \| \| Llama \| \| \| \| \| \| Guanaco \| \| \| \| |
|  |                                                   |
|  | Llama                                             |
|  |                                                   |
|  | Guanaco                                           |
|  |                                                   |

|  | Llama   |
|  |         |
|  | Guanaco |
|  |         |

|  | Једногрба камила                                                        |
|  |                                                                         |
|  | \| \| Дивља двогрба камила \| \| \| \| \| \| Двогрба камила \| \| \| \| |
|  |                                                                         |
|  | Дивља двогрба камила                                                    |
|  |                                                                         |
|  | Двогрба камила                                                          |
|  |                                                                         |

|  | Дивља двогрба камила |
|  |                      |
|  | Двогрба камила       |
|  |                      |

|  | Vicuña                                            |
|  |                                                   |
|  | \| \| Llama \| \| \| \| \| \| Guanaco \| \| \| \| |
|  |                                                   |
|  | Llama                                             |
|  |                                                   |
|  | Guanaco                                           |
|  |                                                   |

|  | Llama   |
|  |         |
|  | Guanaco |
|  |         |

|  | Vicuña                                            |
|  |                                                   |
|  | \| \| Llama \| \| \| \| \| \| Guanaco \| \| \| \| |
|  |                                                   |
|  | Llama                                             |
|  |                                                   |
|  | Guanaco                                           |
|  |                                                   |

|  | Llama   |
|  |         |
|  | Guanaco |
|  |         |

|  | Једногрба камила                                                        |
|  |                                                                         |
|  | \| \| Дивља двогрба камила \| \| \| \| \| \| Двогрба камила \| \| \| \| |
|  |                                                                         |
|  | Дивља двогрба камила                                                    |
|  |                                                                         |
|  | Двогрба камила                                                          |
|  |                                                                         |

|  | Дивља двогрба камила |
|  |                      |
|  | Двогрба камила       |
|  |                      |

|  | Vicuña                                            |
|  |                                                   |
|  | \| \| Llama \| \| \| \| \| \| Guanaco \| \| \| \| |
|  |                                                   |
|  | Llama                                             |
|  |                                                   |
|  | Guanaco                                           |
|  |                                                   |

|  | Llama   |
|  |         |
|  | Guanaco |
|  |         |

|  | Vicuña                                            |
|  |                                                   |
|  | \| \| Llama \| \| \| \| \| \| Guanaco \| \| \| \| |
|  |                                                   |
|  | Llama                                             |
|  |                                                   |
|  | Guanaco                                           |
|  |                                                   |

|  | Llama   |
|  |         |
|  | Guanaco |
|  |         |

|  | Једногрба камила                                                        |
|  |                                                                         |
|  | \| \| Дивља двогрба камила \| \| \| \| \| \| Двогрба камила \| \| \| \| |
|  |                                                                         |
|  | Дивља двогрба камила                                                    |
|  |                                                                         |
|  | Двогрба камила                                                          |
|  |                                                                         |

|  | Дивља двогрба камила |
|  |                      |
|  | Двогрба камила       |
|  |                      |

|  | Vicuña                                            |
|  |                                                   |
|  | \| \| Llama \| \| \| \| \| \| Guanaco \| \| \| \| |
|  |                                                   |
|  | Llama                                             |
|  |                                                   |
|  | Guanaco                                           |
|  |                                                   |

|  | Llama   |
|  |         |
|  | Guanaco |
|  |         |

|  | Vicuña                                            |
|  |                                                   |
|  | \| \| Llama \| \| \| \| \| \| Guanaco \| \| \| \| |
|  |                                                   |
|  | Llama                                             |
|  |                                                   |
|  | Guanaco                                           |
|  |                                                   |

|  | Llama   |
|  |         |
|  | Guanaco |
|  |         |

|  | Једногрба камила                                                        |
|  |                                                                         |
|  | \| \| Дивља двогрба камила \| \| \| \| \| \| Двогрба камила \| \| \| \| |
|  |                                                                         |
|  | Дивља двогрба камила                                                    |
|  |                                                                         |
|  | Двогрба камила                                                          |
|  |                                                                         |

|  | Дивља двогрба камила |
|  |                      |
|  | Двогрба камила       |
|  |                      |

|  | Vicuña                                            |
|  |                                                   |
|  | \| \| Llama \| \| \| \| \| \| Guanaco \| \| \| \| |
|  |                                                   |
|  | Llama                                             |
|  |                                                   |
|  | Guanaco                                           |
|  |                                                   |

|  | Llama   |
|  |         |
|  | Guanaco |
|  |         |

|  | Vicuña                                            |
|  |                                                   |
|  | \| \| Llama \| \| \| \| \| \| Guanaco \| \| \| \| |
|  |                                                   |
|  | Llama                                             |
|  |                                                   |
|  | Guanaco                                           |
|  |                                                   |

|  | Llama   |
|  |         |
|  | Guanaco |
|  |         |

|  | Једногрба камила                                                        |
|  |                                                                         |
|  | \| \| Дивља двогрба камила \| \| \| \| \| \| Двогрба камила \| \| \| \| |
|  |                                                                         |
|  | Дивља двогрба камила                                                    |
|  |                                                                         |
|  | Двогрба камила                                                          |
|  |                                                                         |

|  | Дивља двогрба камила |
|  |                      |
|  | Двогрба камила       |
|  |                      |

|  | Vicuña                                            |
|  |                                                   |
|  | \| \| Llama \| \| \| \| \| \| Guanaco \| \| \| \| |
|  |                                                   |
|  | Llama                                             |
|  |                                                   |
|  | Guanaco                                           |
|  |                                                   |

|  | Llama   |
|  |         |
|  | Guanaco |
|  |         |

|  | Vicuña                                            |
|  |                                                   |
|  | \| \| Llama \| \| \| \| \| \| Guanaco \| \| \| \| |
|  |                                                   |
|  | Llama                                             |
|  |                                                   |
|  | Guanaco                                           |
|  |                                                   |

|  | Llama   |
|  |         |
|  | Guanaco |
|  |         |

|  | Једногрба камила                                                        |
|  |                                                                         |
|  | \| \| Дивља двогрба камила \| \| \| \| \| \| Двогрба камила \| \| \| \| |
|  |                                                                         |
|  | Дивља двогрба камила                                                    |
|  |                                                                         |
|  | Двогрба камила                                                          |
|  |                                                                         |

|  | Дивља двогрба камила |
|  |                      |
|  | Двогрба камила       |
|  |                      |

Дромедар дели род Camelus са двогрбом камилом (C. bactrianus) и дивљом двогрбом камилом (C. ferus). Дромедар припада породици Camelidae. Древни грчки филозоф Аристотел (4. век пне) био је први који је описао врсту Camelus. Он је именовао две врсте у својој Историји животиња; једногрба арапска камила и двогрба бактријска камила. Дромедар је добио своје садашње биномно име Camelus dromedarius од шведског зоолога Карла Линеа у његовој публикацији Systema Naturae из 1758. године. Британски ветеринар Арнолд Лиз је 1927. године класификовао дромедаре према њиховим основним стаништима; брдске камиле су мале, мишићаве животиње и ефикасне теретне звери; веће равничарске камиле би се даље могле поделити на пустињски тип које могу да подносе лаке терете и погодне су за јахање, и речни тип – споре животиње које могу да поднесу тешке терете; и оне између ова два типа.
Године 2007, Пенг Цуеј из Кинеске академије наука и његове колеге су спровели филогенетску студију о еволуционим односима између два племена Camelidae; Camelini – који се састоји од три врсте Camelus (студија је разматрала дивљу двогрбу камилу као подврсту двогрбе камиле) – и Lamini, који се састоји од алпаке (Vicugna pacos), гванака (Lama guanicoe), ламе (ЛL. glama) и викуње (V. vicugna). Студија је показала да су се два племена разишла пре 25 милиона година (рани миоцен), раније него што је раније процењено на основу северноамеричких фосила.
Дромедар и двогрба камила се често укрштају да би произвели плодно потомство. Тамо где се распони врста преклапају, као што је северни Панџаб, Персија и Авганистан, фенотипске разлике између њих имају тенденцију да се смањују као резултат екстензивног укрштања. Плодност њиховог хибрида је дала повода за спекулације да би једногрбу и двогрбу камилу требало спојити у једну врсту са две варијанте. Међутим, анализа митохондријалног гена цитокрома б из 1994. показала је да врсте показују 10,3% дивергенције у својим секвенцама.

## Генетика и хибриди
Дромедар има 74 диплоидна хромозома, исто као и друге камиле. Аутозоми се састоје од пет парова малих до средњих метацентрика и субметацентрика. X хромозом је највећи у метацентричној и субметацентричној групи. Постоји 31 пар акроцентрика. Кариотип дромедара је сличан кариотипу бактријске камиле.
Хибридизација камила је почела у првом миленијуму пре нове ере. Током отприлике хиљаду година, бактријске камиле и дромедари су успешно парили у регионима где су симпатични да би формирали хибриде са дугачком, благо закривљеном грбом или са две грбе – једном малом и једном великом. Ови хибриди су већи и јачи од својих родитеља – могу да поднесу већа оптерећења. Укрштање прве генерације женског хибрида и мужјака бактријске камиле такође може произвести хибрид. Хибриди из других комбинација имају тенденцију да буду лоше ћуди или мрзовољни.

## Изглед и адаптације
Једногрбе камиле су препознатљиве по дугом, кривом врату и пре свега по једној грби. Грба је изграђена од масти спојеним за везивно ткиво, представљајући залиху хранљивих материја у време оскудице. Величина грбе зависи од исхрањености животиње, а за време изгладнелости постаје мања, више нагнута на једну страну. Камиље усне су одебљане како би се лакше храниле жилавим, бодљикавим биљем. Длака је најчешће пешчано браон боје, иако боја може да варира од скоро црне до беле. Длака на грби, врату и раменима је дужа и тамнија. Стопала су прилагођена кретању по песку и лако се могу повредити на оштром камењу и непримерна су за кретање по блатњавом и клизавом терену.
Одрасли мужјаци нарасту до висине од 1,8 до 2 метра, а женке су високе од 1,7 до 1,9 метара. Мужјаци су за 10% крупнији од женки, са масом од 400 до 600 килограма. Мужјаци поседују мекано непце које приликом надувавања прераста у дубоко, светло кесасто проширење које Арапи називају „doula“. Ово меснато проширење виси испод мужјакових уста и има улогу у привлачењу женки током сезоне парења.
Једногрбе камиле су развиле низ адаптација како би се прилагодиле окружењу у ком живе. Очи имају дупли ред трепавица како би биле заштићене од дувања ветра који разноси песак и прашину. Додатно томе, током јаких пешчаних олуја, камиле могу да затворе своје ноздрве и спрече да им песак уђе у нос. Постоји неколико начина да камила сачува вишак воде у свом телу. Камиле подносе телесну температуру у распону од 34 до 41.7 °C током дана. Ово колебање телесне температуре омогућује камили да очува воду тиме што се зауставља рад знојних жлезда како се спољашња температура повећава. Крда се међусобно скупљају притискајући једни друге како би се избегао прекомеран губитак топлоте. Једногрбе камиле могу да поднесу губитке од 30% и више процената воде, у условима који би били смртоносни за остале сисаре који смеју да изгубе 15% телесне течности. Брзо рехидрирају и у стању су да попију 100 литара воде за само 10 минута. Ово би, опет, било смртоносна количина унете течности за друге животиње.

## Понашање и исхрана
Са изузетком мужјака у време парења, једногрбе камиле не испољавају агресивно понашање. Сукобљавање укључује гурање једни друге целим својим телом, спуштање главе и врата, грицкање али без уједања. Када су повређене или узбуђене деси се да исповраћају оно што су појеле. Обично формирају крда од по 2 до 20 животиња. Женке предводе крдо, док доминантни мужјак управља од позади. Једногрбе камиле уживају у чешкању, и често се могу видети наслоњене о неко дрво или како се чисте доњим секутићима.
За разлику од двогрбе, једногрба камила је виша и бржа. Напуњена товаром, са човеком на леђима, једногрба камила може да издржи пут крећући се 13-14 km/h сатима, у поређењу са двогрбом камилом, која се натоварена креће брзином од 4 km/h.
Једногрбе камиле су биљоједи преживари. 70% њихове исхране чине грмље и бодљикаво биље. У принципу, појешће све што расте у пустињи. Око 8-12 сати дневно проведу у испаши и преживању. Камилама је потребно 6 до 8 пута више уноса соли него другим животињама потребних за апсорпцију и складиштење воде. Брсте на висини до 3.5 метара, ломећи грање и скидајући лишће својим дебелим уснама. Сваки залогај жваћу 40-50 пута.

## Размножавање
Током сезоне парења, мужјаци се такмиче међусобно покретањем главе и врата на различите начине. За време сукоба, мужјаци настоје да уједу једни друге за ноге и главу. Копулација просечно траје од 11 до 15 минута.
Женке су полно зреле са три година, док су спремне за парење са 4-5 година. Код мужјака, пуна сексуална зрелост се стиче са 6 година. Парење се одвија у зиму преклапајући се са кишном сезоном, али све зависи од места станишта географског положаја. Трудноћа траје 15 месеци после које се рађа једно теле.
Телад су способна да се сама слободно крећу након првог дана. Материнска брига, укључујући дојење, траје 1-2 године.

## Једногрбе камиле и човек
Када су једногрбе камиле припитомљене, до данас се не може се са сигурношћу рећи, познато је само да се процес припитомљавања одвијао на Арабијском полуострву, највероватније у трећем миленијуму пре нове ере. Данас се једногрбе камиле користе као теглеће животиње, али се такође користе и за добијање млека и меса. У многим афричким и азијским земљама, као и у Аустралији, трке на једногрбој камили су веома популарне.